# Christian Rodsteen
Christian Rodsteen (ca. 1660 – 29. september 1728 i Rendsborg) var en dansk officer, bror til Peter Rodsteen.
Han var søn af admiral Markor Rodsteen og dennes 1. hustru. Han blev 1684 kaptajn ved Marineregimentet, 1693 ved Fodgarden, 1695 oberstløjtnant ved førstnævnte afdeling. Under krigen 1700 blev han oberst og hvervede et dragonregiment, der endnu samme år under Rodsteens kommando blev slået sammen med Holstenske Dragonregiment og sendt til Sachsen. 1701 blev regimenterne atter skilt, og Rodsteen blev med sit oprindelige regiment afgivet til det korps, der i kejserens tjeneste gik til Italien. Han blev såret ved belejringen af Mantua 1702, vendte hjem og blev 1703 chef for Vestsjællandske nationale Infanteriregiment, 1707 for et livregiment dragoner, som han, der 1706 var udnævnt til brigader, beholdt, indtil han 1709 blev generalmajor. Han tog del i felttoget i Skåne, men overgeneralen Christian Ditlev Reventlow var meget misfornøjet med ham og bad om at få ham kaldt hjem. Rodsteen var nok personligt tapper, men ængstelig og nervøs, trættede tropperne uden grund og bragte let "alt i Konfusion". Desuden gjorde han sig ulovlig fordel ved udpresninger og egenmægtig udskrivning af kontributioner; han skal således have ladet det friherre Wilhelm Julius Coyet til Ljungby tilhørende smukke bibliotek bringe til København og sælge der.
I peståret 1711 var Rodsteen interimskommandant på Kronborg og lå her i stadige kompetencestridigheder med chefen for det i Helsingør garnisonerende Jyske Infanteriregiment, den mere energiske generalmajor Johan Peter Ingenhaeff. Ked af disse kævlerier sendte kongen i juni samme år Rodsteen til Norge, hvor han blev generalløjtnant over kavaleriet. 1712 fik han Det hvide Bånd. 1714 blev han kommandant i Rendsborg, og der døde han 29. september 1728. Han ejede Gunderslevholm 1699-1709.
Rodsteen havde 1695 ægtet Charlotte Elisabeth de Suzannet de la Forest, datter af generalløjtnant Frédéric-Henri de Suzannet de La Forest og Elisabeth f. de Coursillon de Dangeau. En datter af dem var gift med dansk oberstløjtnant, senere hessisk overhofmarskal, Wilhelm Julius von Lindau, og nogle af disses efterkommere antog tilnavnet «genannt v. Rothstein» til minde om den gamle danske slægt, der var uddød med Christian Rodsteen.